# Анка, Анна
Анна Анка (швед. Anna Anka; род. 28 апреля 1971 года) ― шведско-американская модель, актриса и писательница. Бывшая жена канадского певца Пола Анки. Снималась в шведском реалити-шоу Svenska Hollywoodfruar (Шведские жёны в Голливуде).

## Биография
Данута Анна Колодзейская родилась в Польской Народной Республике. Её мать умерла очень рано, и в возрасте трёх лет Анка была удочерена супружеской четой Обергов, которые проживали в городе Бюв, Швеция. Переехала в Соединённые Штаты в 1993 году после того, как попала на восьмую позицию международного конкурса Мисс гавайские тропики.
Анка тогда же решила стать профессиональной моделью, а шесть лет спустя была нанята в качестве личного тренера музыканта Пола Анки. Они поженились в 2008 году, у них родился сын. Развелись в 2010 году. Анка потерял опеку над своим сыном Итаном 3 июля 2017 года. Также у неё есть дочь Элли.

### Карьера
Анка снялась в эпизодической роли в американском фильме Тупой и ещё тупее, в титрах была указана как Анна Оберг. Также играла незначительные роли в фильмах Специалист и Зона высадки.
В 2005 году родила сына по имени Итан от Пола Анки, в 2008 году они поженились и она стала домохозяйкой. В 2010 году пара развелась.
Анка выпустила учебное пособие для беременных под названием The 30-minute pregnancy workout book.

### Svenska Hollywoodfruar
В 2009 году, Анка стала известна широкой публике после своего участия в реалити-шоу Svenska Hollywoodfruar, где она была одной из трёх шведских женщин, которые жили в Голливуде. Передача, которая была показана на шведском телеканале TV3, имела чрезвычайно высокие рейтинги и установила новый зрительский рекорд на телеканале TV3.